# Martin Durrell
Martin Durrell (* 6. November 1943) ist ein britischer Sprachwissenschaftler und Professor emeritus, der für seine Forschungen zur deutschen Sprache bekannt ist.

## Biographie
Martin Durrell schloss sein Studium der modernen und mittelalterlichen Sprachen am Jesus College an der Universität Cambridge mit einem BA (Hons.) ab, bevor er an der University of Manchester ein Diplom in Allgemeiner Sprachwissenschaft erlangte. Danach promovierte er an der Universität Marburg zum Dr. phil.
Von 1967 bis 1986 arbeitete Durrell als Lecturer an der University of Manchester und hatte 1983/84 eine Gastprofessur an der University of Alberta inne. Von 1986 bis 1990 verbrachte er vier Jahre als Professor für Deutsch am Royal Holloway und Bedford College der University of London, wo er auch die Althochdeutsche Sprache miterforschte. 1990 wurde Durrell auf den Henry-Simon-Lehrstuhl für Deutsch an der University of Manchester berufen, bis er im Jahr 2008 emeritiert wurde.
Von 1993 bis 2007 war Durrell Präsident des Forum for Germanic Language Studies, von 1993 bis 2008 Honorary Treasurer der Philological Society, der ältesten wissenschaftlichen Gelehrtengesellschaft in Großbritannien. Von 1995 bis 2004 war er Mitglied der  Internationalen Vereinigung für Germanistik (IVG) und 2004 bis 2005 deren Vizepräsident. Von 1998 bis 2008 war er Mitglied des Internationalen Wissenschaftlichen Rates des Instituts für Deutsche Sprache (IDS).
Durrells Hauptarbeitsgebiete sind deutsche Soziolinguistik und Dialektologie; kontemporäre deutsche Grammatik und Sprachgebrauch; sowie historische Phonologie und Morphologie der germanischen Sprachen. Bekannt ist Durrell insbesondere für seine Arbeit an der Hammer’s German Grammar and Usage, die als führendes englischsprachiges Nachschlagewerk für deutsche Grammatik gilt und seit 2001 in der siebten Auflage erhältlich ist.
2002 wurde ihm das Bundesverdienstkreuz am Bande für seine Verdienste um die deutsch-britische Verständigung verliehen. Am 11. März 2020 wurde er mit dem „Preis des IDS-Direktors für das Lebenswerk in der internationalen germanistischen Linguistik“ ausgezeichnet.